# Gazirano piće
Gazirano piće je piće (obično bezalkoholno) koje sadrži rastopljen ugljični dioksid u obliku ugljične kiseline. 
Ugljična kiselina daje piću tipičan okus.
Gazirana pića uzrokuju razne zdravstvene tegobe poput smanjenja razine kalija u krvi, što pak dovodi do problema s mišićima i srcem i jakih grčeva. Ovim su posebno ugroženi ljudi koji piju velike količine gaziranih pića dnevno i po nekoliko litara. Učestalo konzumiranja gaziranih pića na uštrb mlijeka, vode i prirodnih sokova dovodi do nedostatka vitamina, kalcija i magnezija; tijelu prijeko potrebnih hranjivih tvari. Gazirana pića su obogaćena fosfornom kiselinom koja dodatno troši hranjive tvari u organizmu odnosno velike doze šećera i umjetnih sladila iz napitka povećavaju izlučivanje kalcija putem mokraće. Prema mišljenju biologa Hans-Petera Kubisa, gazirana pića su opasna kao i cigarete. Dva zaslađena gazirana napitka u tjedan dana mogu povisiti šanse za razvoj raka gušterače za 87%, pokazala je 14-godišnja znanstvena studija.